# H.M.S. Fable
Albums de Shack
Waterpistol
(1995) Here's Tom With the Weather
(2003)
H.M.S. Fable est un album de Shack, sorti en 1999.

## L'album
NME et Uncut l'ont placé à la 2e place de leur classement respectif des albums de l'année 1999. Le magazine Select l'a quant à lui placé à la 5e place du sien. 
Il fait partie des 1001 albums qu'il faut avoir écoutés dans sa vie. 

### Titres
Toutes les chansons sont écrites et composées par Michael Head, sauf indication contraire.
| 1.  | Natalie's Party   |                         | 3:50 |
| 2.  | Comedy            |                         | 5:27 |
| 3.  | Pull Together     | Michael Head, John Head | 3:33 |
| 4.  | Beautiful         | John Head               | 3:22 |
| 5.  | Lend's Some Dough |                         | 3:51 |
| 6.  | Captain's Table   |                         | 4:14 |
| 7.  | Streets Of Kenny  |                         | 3:52 |
| 8.  | Reinstated        |                         | 3:54 |
| 9.  | I Want You        |                         | 4:06 |
| 10. | Cornish Town      | John Head               | 3:59 |
| 11. | Since I Met You   |                         | 3:16 |
| 12. | Daniella          |                         | 3:31 |

### Musiciens
- Michael Head : voix, guitare acoustique
- John Head : guitare électrique, voix, orgue Hammond
- Ren Parry : basse
- Iain Templeton : batterie, percussions, voix
- Michelle Brown : basse
- Martin Duffy : piano
- The Kick Horns (Roddy Lorimer et Paul Spong): trompettes et cors d'harmonie
- Richard Payne : orgue Hammond, célesta
- Anne Woods : violon